# 돈 텔 파파
《돈 텔 파파》(Don't Tell Papa)는 대한민국의 코미디 영화이다. 2004년 9월 3일에 개봉되었다.

## 줄거리
어느날, 모텔에서 뜨거운 만남을 가진 철수와 애란. 이후 애란은 아이를 낳게 됐지만 철수에게 떠넘긴뒤 미국으로 도망가버렸다. 이 일로 속도위반 사실이 만천하에 알려진 철수는 다니던 학교에서 퇴학당했다. 하지만 아이를 포기하지 않고 모텔 이름을 딴 '초원'이란 이름을 지은후 나이트 일을 하며 아이를 키운다. 10년후, 서당개 삼년이면 풍월을 읊는다는 말대로 나이트에서 자란 초원은 말투도 행동도 나이트직원이었다. 그리고 이런 초원의 앞에 한 여자가 나타난다.

## 캐스팅

### 주요
- 정웅인 : 김철수 역
- 유승호 : 김초원 역
- 채민서 : 이애란 역

### 조연
- 임호 : 보리수 역
- 김양우 : 절구 역
- 이영자 : 공순미 역
- 이응경 : 에레나 김 역

### 단역
- 김미화 : 포장마차 아줌마 역
- 유정현 : 나이트 DJ 역
- 이종수 : 예비 결혼 커플남 역
- 이유진 : 예비 결혼 커플녀 역
- 조형기 : 퀵서비스 역
- 정보석 : 카페 손님 역
- 소라 : 소라 역
- 솔미 : 솔미 역
- 예은 : 예은 역
- 임일찬 : 덕배 역
- 김수미 : 애란 친구 역
- 이선미 : 애란 친구 역
- 김지영 : 초원 담임 역
- 장대성 : 애란 담임 역
- 이민재 : 철수 담임 역
- 김진호 : 나이트 사장 역
- 남포동 : 영업부장 역
- 홍소희 : 라미 역
- 윤정 : 희야 역
- 이초연 : 미자 역
- 길민성 : 복태 역
- 손명은 : 뚱뚱한 모델 역